# 比尤那維斯塔 (亞利桑那州)
比尤那維斯塔（英語：Buena Vista）是位於美國亞利桑那州葛蘭姆縣的一個非建制地區。該地的面積和人口皆未知。

## 地理
比尤那維斯塔的座標為32°50′37″N 109°33′09″W / 32.84361°N 109.55250°W，而該地的平均海拔高度為927米（即3041英尺）。